# ChubuSat
ChubuSat-1(中部地方衛星1号機)－通称：金シャチ1号は大同大学、名古屋大学、MASTT、三菱重工業が製造した超小型衛星。2014年11月6日にドニエプルロケットによりロシアのオレンブルク州ヤースヌイ宇宙基地からASNAROの相乗りで東京大学と次世代宇宙システム技術研究組合のほどよし1号機、東京工業大学と東京理科大学のTSUBAME、九州大学のQSAT-EOSと同時に打ち上げられた。

## 概要
可視光カメラ（分解能10m）と赤外線カメラ（波長感度7.5～13.5μm帯）を搭載し、スペースデブリを探すのに利用したり火山活動の監視を行う衛星である。開発費は約2億円から3億円。